# Ersa
Ersa (en cors Ersa) és un municipi francès, situat a la regió de Còrsega, al departament d'Alta Còrsega. L'any 2005 tenia 135 habitants.

## Demografia
| 1962 | 1968 | 1975 | 1982 | 1990 | 1999 | 2005 |
| ---- | ---- | ---- | ---- | ---- | ---- | ---- |
| 226  | 236  | 148  | 113  | 125  | 132  | 135  |

## Administració
| Període | Identitat      | Partit | Qualitat |  |
| ------- | -------------- | ------ | -------- |  |
| 2001-   | Thomas Micheli |        |          |  |

## Personatges il·lustres
- Antoniu Bonifaziu (1865-1933), escriptor en cors